# 弗朗兹·克萨韦尔·温特哈尔特
弗朗兹·克萨韦尔·温特哈尔特（Franz Xaver Winterhalter，1805年4月20日-1873年7月8日），德国画家。曾为众多19世纪中期的欧洲皇室成员绘像，因而知名，他的名字已经和肖像画联系在一起。他最出名的作品分别是1855年的被侍女围绕的欧仁妮皇后（Empress Eugénie Surrounded by her Ladies in Waiting）和1865年的奥地利皇后伊丽莎白像。